# بولو، شهرستان گونجو
بولو، شهرستان گونجو (به لاتین: Bolo) یک شهرک در جمهوری خلق چین است که در شهرستان گونجو واقع شده‌است. بولو ۳٬۶۱۹ متر بالاتر از سطح دریا واقع شده‌است.